# Шишков, Владимир Петрович
Владимир Петрович Шишков (24 мая 1927, Ивица), Тульская губерния, СССР — 7 января 2001, Москва, Россия) — советский и российский ветеринар, профессор.

## Биография
Родился 24 мая 1927 года в селе Ивица. Вскоре после рождения переехал в Москву и посвятил этому городу всю оставшуюся жизнь. В 1946 году поступил в Московскую ветеринарную академию, который он окончил в 1951 году. С 1951 по 1952 год работал старшим ветврачом в племенном совхозе Дедово. С 1952 по 1953 год заведовал отделом Новобасанского райкома УССР.  В 1954 году он вернулся в Московскую ветеринарную академию, где с 1954 по 1956 год работал аспирантом, с 1956 по 1960 год работал ассистентом, с 1960 по 1966 год работал доцентом, с 1966 по 1967 год работал проректором по научной работе, с 1967 по 1973 год занимал должность ректора, с 1968 по 2001 год занимал должность профессора на кафедре патологической анатомии с курсом судебной ветеринарии. С 1992 по 2001 год занимал должность проректора по научной работе Московской государственной академии ветеринарной медицины и биотехнологии.
Скончался 7 января 2001 года в Москве. Похоронен на Кузьминском кладбище. 

## Научные работы
Основные научные работы посвящены изучению биологии и патологии высокопродуктивных сельскохозяйственных животных, возрастной морфологии, гнотобиологии, сравнительной и экспериментальной онкологии. Автор свыше 300 научных работ, 23 книги и брошюры. Ряд научных работ опубликовано за рубежом. Имеет 15 патентов на изобретения.
- Занимался вопросами географической патологии и ветеринарно-биологическими проблемами промышленного животноводства.

## Избранные сочинения
Шишков В. П. «Патологическая анатомия сельскохозяйственных животных», 1980.

## Членство в обществах
- Академик Академии сельскохозяйственных наук ГДР.
- Академик ВАСХНИЛ (1973-92).
- Член Комитета Всемирной ассоциации по болезням крупного рогатого скота (1974).

## Награды, премии и почётные звания
- 1967 — Доктор ветеринарных наук.
- 1971 — Орден Трудового Красного Знамени.
- 1972 — Орден Кирилла и Мефодия I степени.
- 1979; 1986 — Орден Знак Почёта (2-х кратный кавалер).
- 1985 — Золотая медаль имени К. И. Скрябина.
- 1994 — Заслуженный деятель науки Российской Федерации — за заслуги в научной деятельности
- Почётный доктор Университета ветеринарных наук Венгерской республики.